# Propanal
Propanal of propionaldehyde is een aldehyde met als brutoformule C3H6O. De stof komt voor als een kleurloze vloeistof met een indringende en prikkelende geur. Propanal is een structuurisomeer van propanon (aceton).

## Synthese
Propanal wordt voornamelijk bereid door hydroformylering van etheen met een gepaste katalysator:
De oxidatie van 1-propanol met kaliumdichromaat en zwavelzuur levert eveneens propanal:
Een alternatieve methode is de isomerisatie van propeenoxide over silicagel, bij een temperatuur van 300 °C:
De stof kan ook bereid worden door de katalytische hydrogenering van acroleïne:
Nog een synthesemethode is de Grignard-reactie van ethylmagnesiumbromide met ethylformiaat:

## Toepassingen
Propanal wordt voornamelijk gebruikt bij de synthese van andere verbindingen en van kunststoffen, weekmakers, geneesmiddelen en geurstoffen.